# Southwestern College (California)
Southwestern College (conocido informalmente como Southwestern) es una universidad de 2 años ubicada en Chula Vista, California. Southwestern College al igual que las otras universidades comunitarias del condado de San Diego pertenecen al sistema del California Community College.
Southwestern College College está acreditado por la Western Association of Schools and Colleges (WASC), Accrediting Commission for Community and Junior Colleges (ACCJC).

## Alumnado notable
- Brian Bilbray, político
- John Fox, Couach del Professional Football
- Ogemdi Nwagbuo, Jugador del Professional Football
- Julieta Venegas, cantante